# Don Kirshner's Rock Concert
Don Kirshner's Rock Concert fue un programa de televisión estadounidense que se emitió durante los años 1970 y principios de la década de 1980.

## Historia
El programa fue creado y producido por Don Kirshner y distribuido inicialmente a través de Viacom Enterprises, y más tarde a través de Syndicast. Se estrenó el 27 de septiembre de 1973, con una actuación de The Rolling Stones y The Doobie Brothers; su último episodio se emitió en 1981.
Otros intérpretes destacados que se presentaron en el programa incluyen a ABBA, Black Sabbath, The Ramones, Joan Báez, Blue Öyster Cult, David Bowie, Alice Cooper, Eagles, Fleetwood Mac, George Harrison, Journey, Kiss, Queen, Rush, Santana y Van Halen.